# Pusztavacs
Pusztavacs ist eine ungarische Gemeinde im Kreis Dabas im Komitat Pest. Zur Gemeinde gehört der Ortsteil Rákóczitelep. Die Einwohnerzahl von Pusztavacs beträgt gut 1.400 (Stand 2011).

## Geografische Lage
Pusztavacs liegt etwa 50 Kilometer südöstlich von Budapest und gut 13 Kilometer östlich der Kreisstadt Dabas.  Nachbargemeinden sind Hernád, Örkény und Dánszentmiklós. Auf dem Gebiet der Gemeinde befindet sich der geographische Mittelpunkt Ungarns. Um diesen zu markieren, wurde 1978 nach Plänen des Architekten József Kerényi eine 11 Meter hohe achteckige Pyramide errichtet, die 2002 renoviert wurde. 

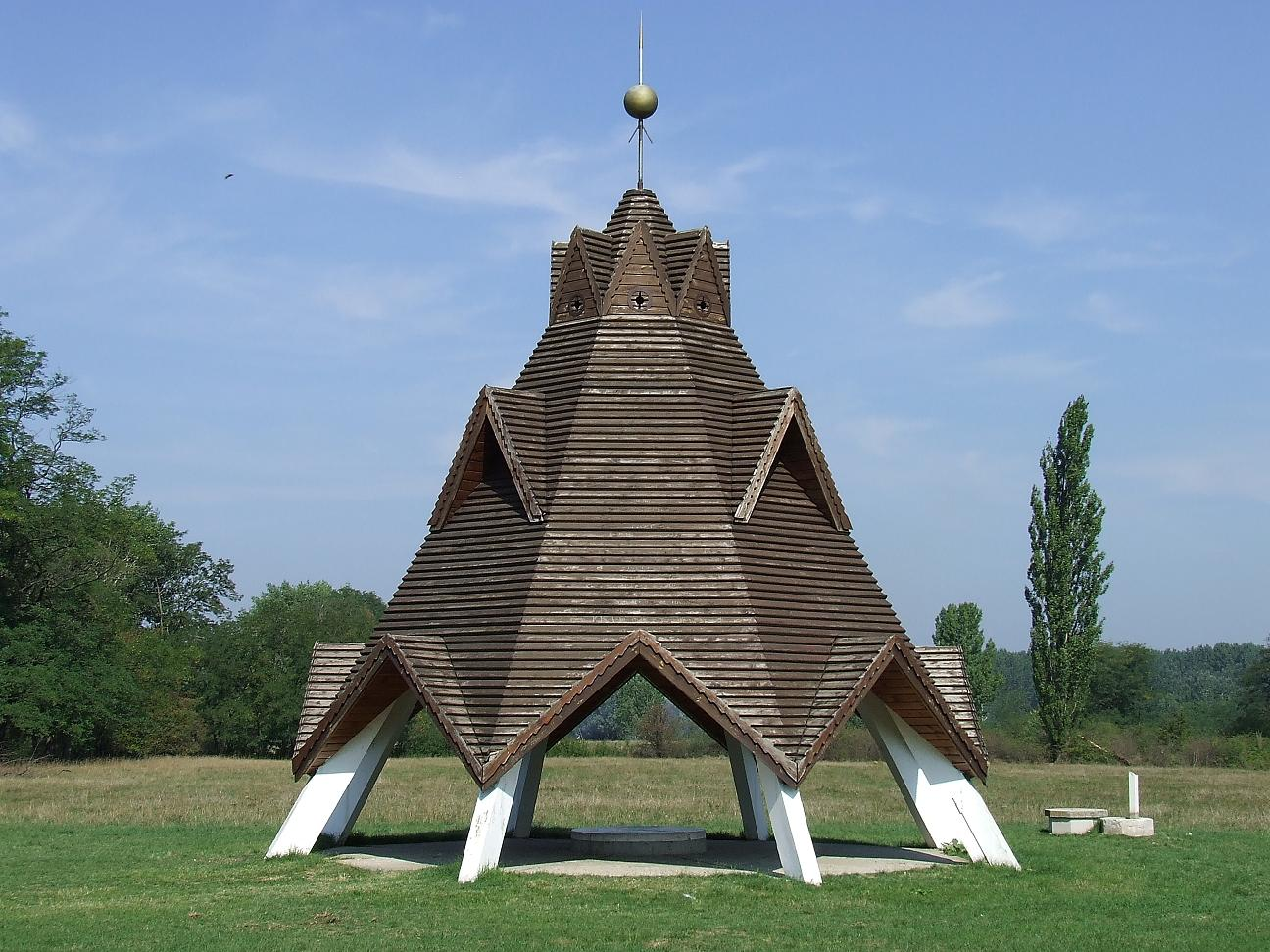
Die achteckige Pyramide, die den geographischen Mittelpunkt Ungarns markiert
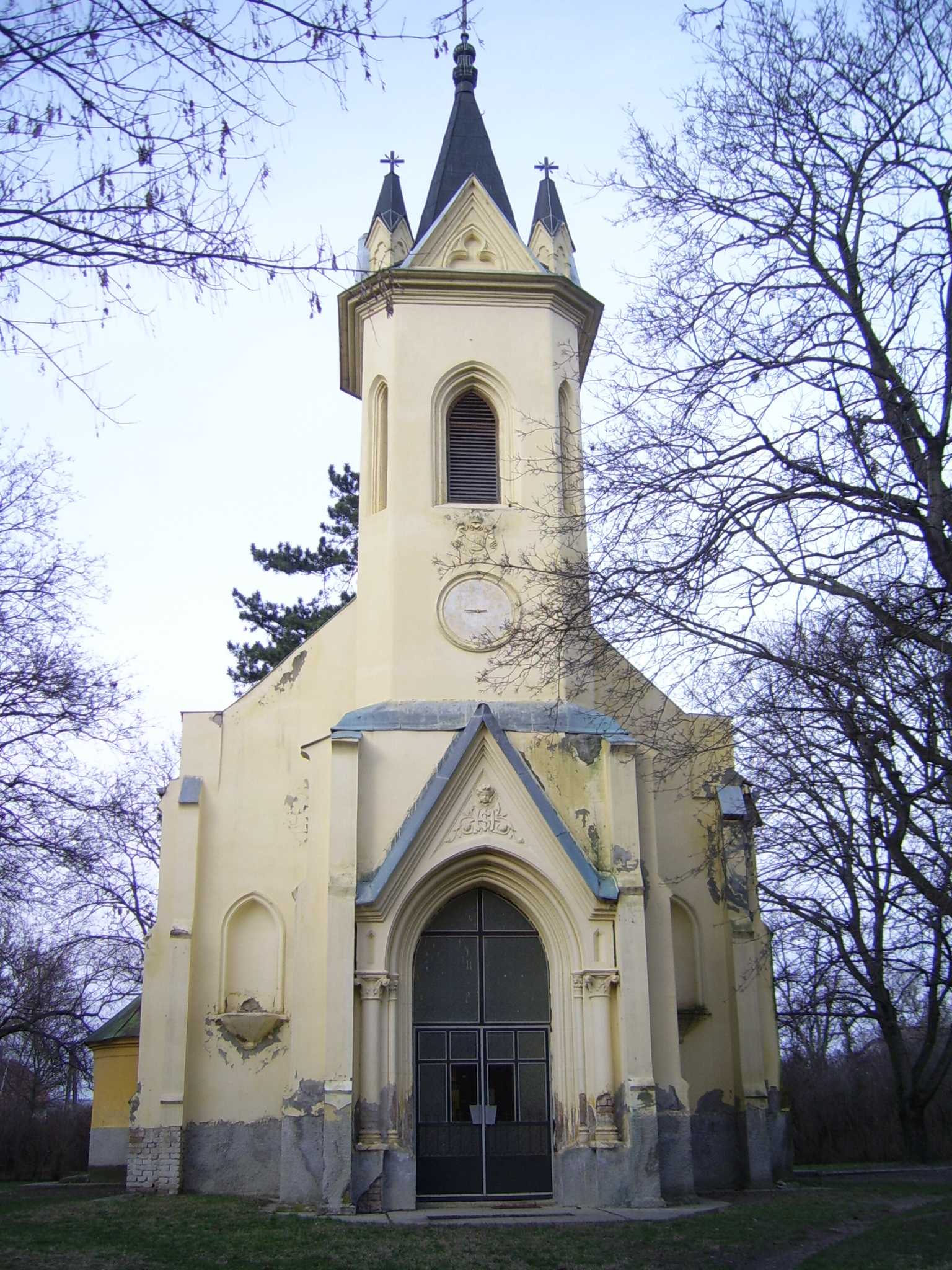
Römisch-katholische Kirche Szent Ágoston
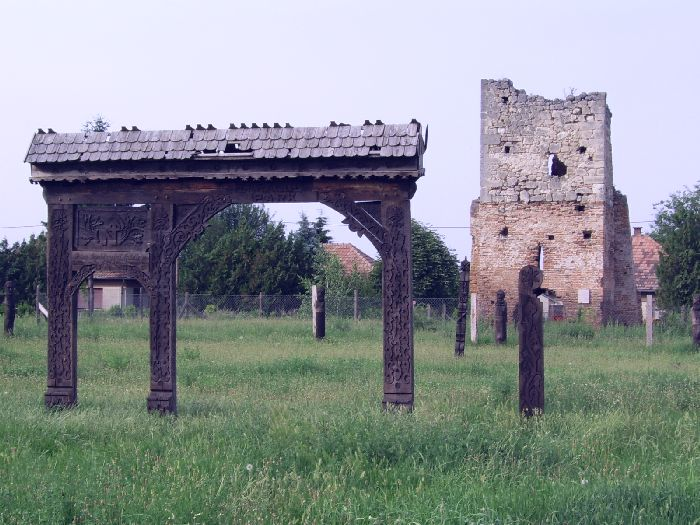
Ruine einer Kirche aus der Árpádenzeit
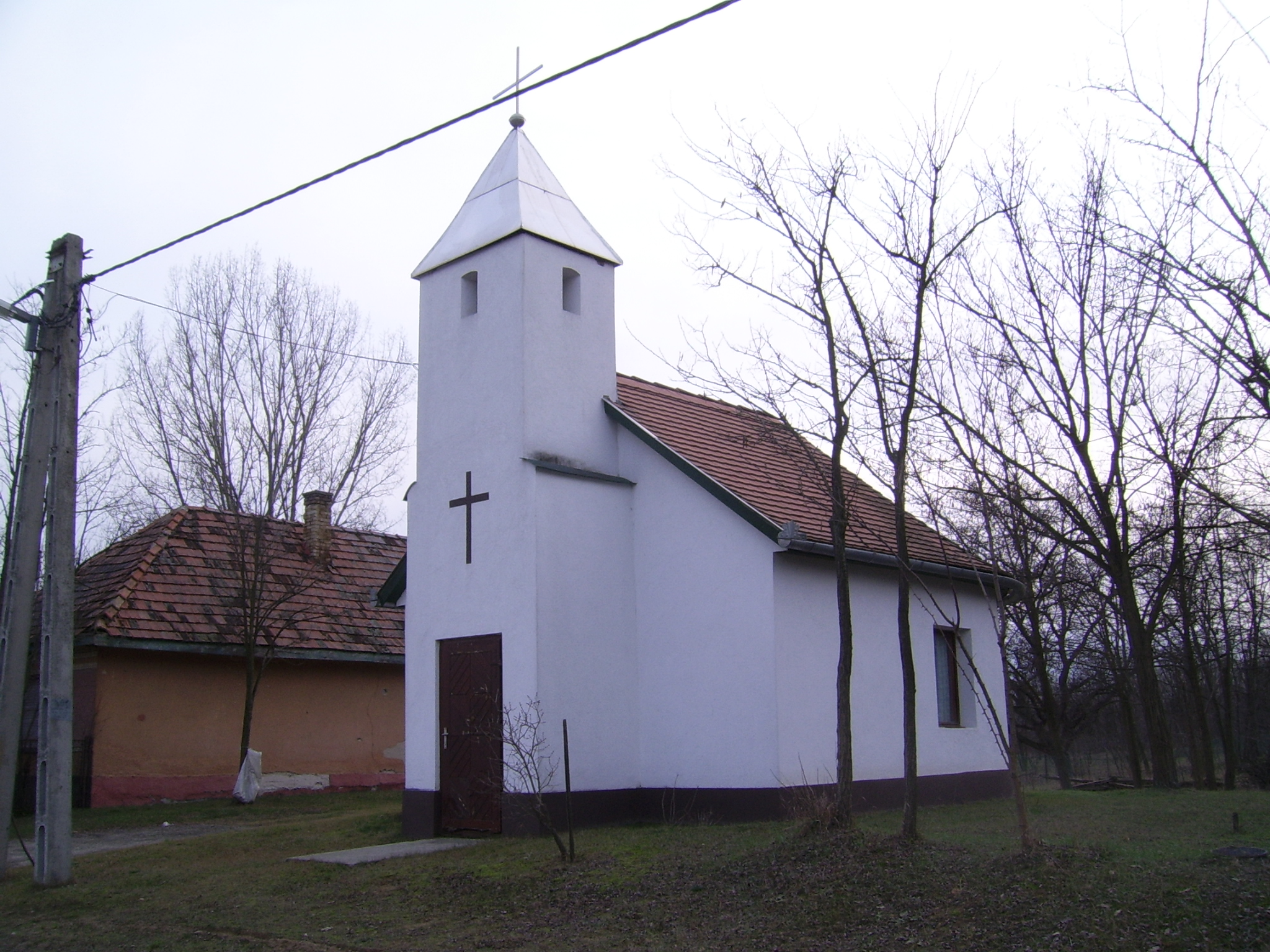
Kapelle im Ortsteil Rákóczitelep

## Sehenswürdigkeiten
- Gedenkstelen der Märtyrer von Arad (Az aradi vértanúk kopjafái), erschaffen von Tibor Fehér
- Römisch-katholische Kirche Szent Ágoston
- Ruine einer Kirche aus der Árpádenzeit
- Weltkriegsdenkmal (I. világháborús emlékmű), erschaffen 1927 von Anna Bradofka

## Verkehr
Durch Pusztavacs verläuft die Landstraße Nr. 4607, drei Kilometer westlich die Autobahn M5. Es bestehen Busverbindungen über Örkény nach Dabas. Der nächstgelegene Bahnhof befindet sich sechs Kilometer südwestlich  in Örkény.